# 콘티넨털 미크로네시아의 운항 노선
콘티넨털 미크로네시아는 다음과 같은 노선을 운항하고 있다.
2010년 12월 22일에 자회사인 콘티넨털 항공으로 흡수 후 합병이 이루어지긴 했으나 법인상으로 여전히 잔존하고 있다.

## 운항 노선

### 아시아
- 홍콩
  - 홍콩 – 홍콩 국제공항
- 일본
  - 히로시마 – 히로시마 공항
  - 후쿠오카 – 후쿠오카 공항
  - 나고야 – 주부 국제공항
  - 니가타 – 니가타 공항
  - 오카야마 – 오카야마 공항
  - 나하 - 나하 공항
  - 오사카 – 간사이 국제공항
  - 삿포로 – 신치토세 공항
  - 센다이 – 센다이 공항
  - 도쿄 – 나리타 국제공항
- 필리핀
  - 마닐라 - 니노이 아키노 국제공항

### 북아메리카
- 미국
  - 호놀룰루 - 호놀룰루 국제공항

### 오세아니아
- 오스트레일리아
  - 케언스 - 케언스 공항
- 미크로네시아 연방
  - 추크 제도 – 추크 국제공항
  - 코스라에섬 – 코스라에 국제공항
  - 폰페이섬 – 폰페이 국제공항
  - 야프섬 – 야프 국제공항
- 피지
  - 난디 - 난디 국제공항
- 괌
  - 앤토니오 B. 원 팻 국제공항 메인 허브
- 마셜 제도
  - 콰잘레인 환초 - 버율츠 아미 에어필드
  - 마주로 - 마셜 제도 국제공항
- 팔라우
  - 코로르 - 코로르 국제공항

## 과거 취항지

### 아시아
- 인도네시아
  - 덴파사르 - 응우라라이 국제공항
- 일본
  - 오사카 – 오사카 국제공항
  - 오키나와 - 나하 공항[2] (콘티넨털 항공과 2011년 9월 28일에 서비스가 재개됨)
- 필리핀
  - 세부 - 막탄 세부 국제공항[3]
- 대한민국
  - 서울 – 김포국제공항[4][5][6]
- 중화민국
  - 가오슝 - 가오슝 국제공항[7]
  - 타이베이 - 타이완 타오위안 국제공항[4][8]

### 북아메리카
- 미국
  - 힐로 - 힐로 국제공항[9]

### 오세아니아
- 오스트레일리아
  - 브리즈번 - 브리즈번 공항
  - 멜버른 - 멜버른 공항
  - 시드니 - 시드니 공항[3]
- 존스턴 환초[8]
- 누벨칼레도니
  - 누메아 - 누메아 라 톤투타 국제공항[8]
- 북마리아나 제도
  - 로타 - 로타 공항[9]
  - 사이판 - 사이판 국제공항
  - 티니안 - 티니안 국제공항[9]
- 파푸아뉴기니
  - 포트모르즈비 - 잭슨 국제공항[3]